# Battaglia di Gnila Lipa
La battaglia di Gnila Lipa fu uno scontro combattuto dal 28 al 30 agosto 1914, durante l'invasione dell'Esercito imperiale russo della Galizia. Fu il combattimento più importante della cosiddetta battaglia di Galizia nella fase iniziale della prima guerra mondiale sul Fronte orientale.
Le truppe dell'Esercito austro-ungarico al comando del generale Rudolf von Brudermann, già sconfitte il 26 agosto nella battaglia di Złota Lipa, vennero attaccate sul fiume Gnila Lipa dalle forze preponderanti della 3ª  Armata russa del generale Nikolaj Ruzskij e vennero duramente sconfitte. Il 30 agosto l'armata austriaca rischiò di essere distrutta, dovette abbandonare disordinatamente le sue posizioni e ripiegare, abbandonando armi e materiali; i russi catturarono molti prigionieri.
Entro la prima settimana di settembre l'esercito russo, dopo altre vittorie della Galizia occidentale, raggiunse ed occupò anche Leopoli mentre gli Austro-Ungarici si ritirarono fino ai Carpazi.